# Afrophlaeoba usambarica
Afrophlaeoba usambarica är en insektsart som först beskrevs av Willy Adolf Theodor Ramme 1929.  Afrophlaeoba usambarica ingår i släktet Afrophlaeoba och familjen gräshoppor. Inga underarter finns listade i Catalogue of Life.